# エンニウス
クイントゥス・エンニウス（ラテン語: Quintus Ennius, 紀元前239年 - 紀元前169年）は共和政ローマ時代の作家で、「ローマ詩の父」とよく言われている。もっともエンニウスはギリシア人の血筋であった。エンニウスの作品は断片しか現存しないが、ラテン文学に与えた影響は重大なものがある。

## 生涯
エンニウスはサレント半島のルディアエ（Rudiae）という町で生まれた。そこはギリシャ語、オスク語、ラテン語が混在していた（メッサピア語（en:Messapian language）も参照）。セルウィウス・スルピキウス・ガルバ (紀元前144年の執政官)の家庭教師であった可能性が指摘されている。

## 作品
エンニウスの作品には次のようなものがある。

### Epicharmus
『Epicharmus（エピカルムス）』は神々と宇宙の物理的働きを描いたもので、その中で、詩人は死後、どこか天上の悟りの場所に運ばれた夢を見る。

### Euhemerus
『Euhemerus（エウヘメルス）』は、メッセネのエウヘルメス（en:Euhemerus）など数人の神学者たちのギリシア語をモデルにした単純な散文のふりをした形式で、まったく異なるタイプの神学的教義を描いたものである。その教義によれば、オリンポス山の神々は人類の出来事に積極的に介在する超自然的な力ではなく、死後に尋常ならざる方法で後世に記念して伝えられた、太古の時代の偉大な将軍・政治家・発明家とされている。

### Hedyphagetica
『Hedyphagetica（ヘデュパゲティカ）』は、ゲラ（現ジェーラ）のアルケストラトス（en:Archestratus）のガストロノミー（美食術）の叙事詩からその骨子を取っている。現存している11のヘクサメトロスは、よりシリアスな『Annales』の中では避けられた詩形の特徴を持っている。

### Saturae
『Saturae（サトゥラエ）』の6巻の残存物は非常にヴァラエティに富んだ韻律を見せている。エンニウスは1つの作品の中だけでも時々韻律を変えたらしい形跡がある。頻繁に現れるテーマはエンニウス自身とローマ上流階級に属する友人達の社会生活と知的な会話である。

### Annales
『Annales（年代記）』は15冊の叙事詩だったが、後に18巻まで続刊された。紀元前1184年のトロイの滅亡から、紀元前184年の大カトの監察官任期期間までのローマ史を描いている。これはギリシア叙事詩や教訓詩に使われていた長長短格のヘクサメトロスの韻律を適用した最初のラテン語の詩で、以後、ラテン語のこの種のジャンルのスタンダードな韻律となった。『Annales』はまたローマの子供たちの学校の教科書にもなったが、最後にはウェルギリウスの『アエネーイス』に取って代わられた。約600行が現存している。
- 無益な心はそれが何を欲しいかを知らない。
- Amicus certus in re incerta cernitur（真の友は不確かな状況の間に見つけられる） - キケロが『ラエリウスまたは友情について』の中（17.64）で引用した有名な格言。

## 読書案内
- R. A. Brooks, Ennius and Roman Tragedy (1981)
- R.L.S. Evans, Ennius in The Dictionary of Literary Biography: Latin Writers. Ed.Ward Briggs. Vol. 211, 1999.
- H. D. Jocelyn, The Tragedies of Ennius (1967)
- O. Skutsch, The Annals of Quintus Ennius (1985)